# Matthiola dumulosa
Matthiola dumulosa är en korsblommig växtart som beskrevs av Pierre Edmond Boissier och Friedrich Alexander Buhse. Matthiola dumulosa ingår i släktet lövkojor, och familjen korsblommiga växter. Inga underarter finns listade i Catalogue of Life.